# Paint Box
Paint Box — пісня групи Pink Floyd, записана на другій стороні синглу 1967 року «Apples and Oranges», який видавався в країнах Європи, в Південній Африці і Новій Зеландії, але не випускався в США. Автор музики і слів пісні — Річард Райт, він же — виконавець вокальної партії. «Paint Box» стала першою композиторської роботою Райта в Pink Floyd.

## Про композицію
Крім синглу «Apples and Oranges» пісня «Paint Box» була також записана на збірниках «The Best of the Pink Floyd» 1970 року, «Relics» 1971 року (під назвою «Paintbox»), «Masters of Rock» 1974 року, «The Early Singles» 1992 року (виданому в складі бокс-сету «Shine On»), «1967: The First Three Singles» 1997 року, крім того пісня "Paint Box "була видана на третьому диску в релізі 2007 року до 40-річного ювілею Pink Floyd — The Piper at the Gates of Dawn.
У 1968 році після відходу з групи Сіда Барретта гітарні партії в «Paint Box» на концертах виконував Девід Гілмор. Виступ з групою Гілмора представлено, зокрема, на рекламному відео пісні «Paint Box», знятому для бельгійського телебачення в лютому 1968 року.

## Учасники запису
- Річард Райт — клавішні, вокал;

- Сід Барретт — гітара, бек-вокал;

- Роджер Уотерс — бас-гітара, бек-вокал;

- Нік Мейсон — ударні;